# Cayo Paredón Grande
Cayo Paredón Grande es el nombre de un cayo o isla cubana localizada archipiélago Jardines del Rey, al norte de la provincia Camagüey, posee una extensión aproximada de 8,7 km², esta justo al frente a la costa norte de Cayo Romano al que está unido por un viaducto construido por el gobierno cubano La isla como muchas otras en cuba basa sus actividades económicas principales en torno al turismo, aprovechando sus numerosas playas de arena blanca
Cayo Paredón Grande es un pequeño cayo ubicado en la costa norte de Cuba en el Mar Caribe.  Forma parte del archipiélago Jardines del Rey perteneciente administrativamente a la provincia de Camagüey.
En Cayo Paredón Grande hay cuatro playas. Playa Del Norte al norte, Playa Los Lirios al oeste, Playa Los Pinos al noreste y Playa Los Gatos al extremo este.